# Angelino
Angelino Gabriel Markenhorn, mer känd under sitt artistnamn Angelino, född 15 februari 1998 i Möllevångens församling, Skåne län, är en svensk sångare. 
Angelino deltog i 2022 års upplaga av Melodifestivalen med låten "The End" som han har skrivit tillsammans med Julie Aagaard, Melanie Wehbe och Thomas Stengaard. I den fjärde och sista deltävlingen som sändes från Friends Arena den 26 februari slutade han på en femteplats med lika antal poäng som tenorduon Tenori, som i sin tur slutade på en sjätteplats. 
Han återvände med låten Teardrops, skriven av Jimmy "Joker" Thörnfeldt, Joy Deb, Linnea Deb och Tusse Chiza, i Melodifestivalen 2025.